# Кондрашкин, Сергей Вячеславович
Сергей Вячеславович Кондрашкин (род. 2 апреля 1975, Череповец, Вологодская область) — российский хоккеист, нападающий, тренер.

## Биография
Сын футболиста Вячеслава Кондрашкина, начинавшего спортивную карьеру на рубеже 1950-х — 1960-х годов играми за хоккейный череповецкий «Металлург». Сергей Кондрашкин свою недолгую профессиональную карьеру (1992/93 — 1997/98) также провёл в этой команде.
На драфте НХЛ 1993 года был выбран в 7-м раунде под общим 162-м номером клубом «Нью-Йорк Рейнджерс».
Бронзовый призёр молодёжного чемпионата мира 1994 года.
В 2000-х — 2010-х годах работал тренером в хоккейной школе «Северстали». В сезоне 2008/09 — тренер в команде «Северсталь-2». С 2016 года — тренер в петербургской хоккейной школе «Варяги» (с 2017 года — «СКА-Варяги»).